# Renässansens mode

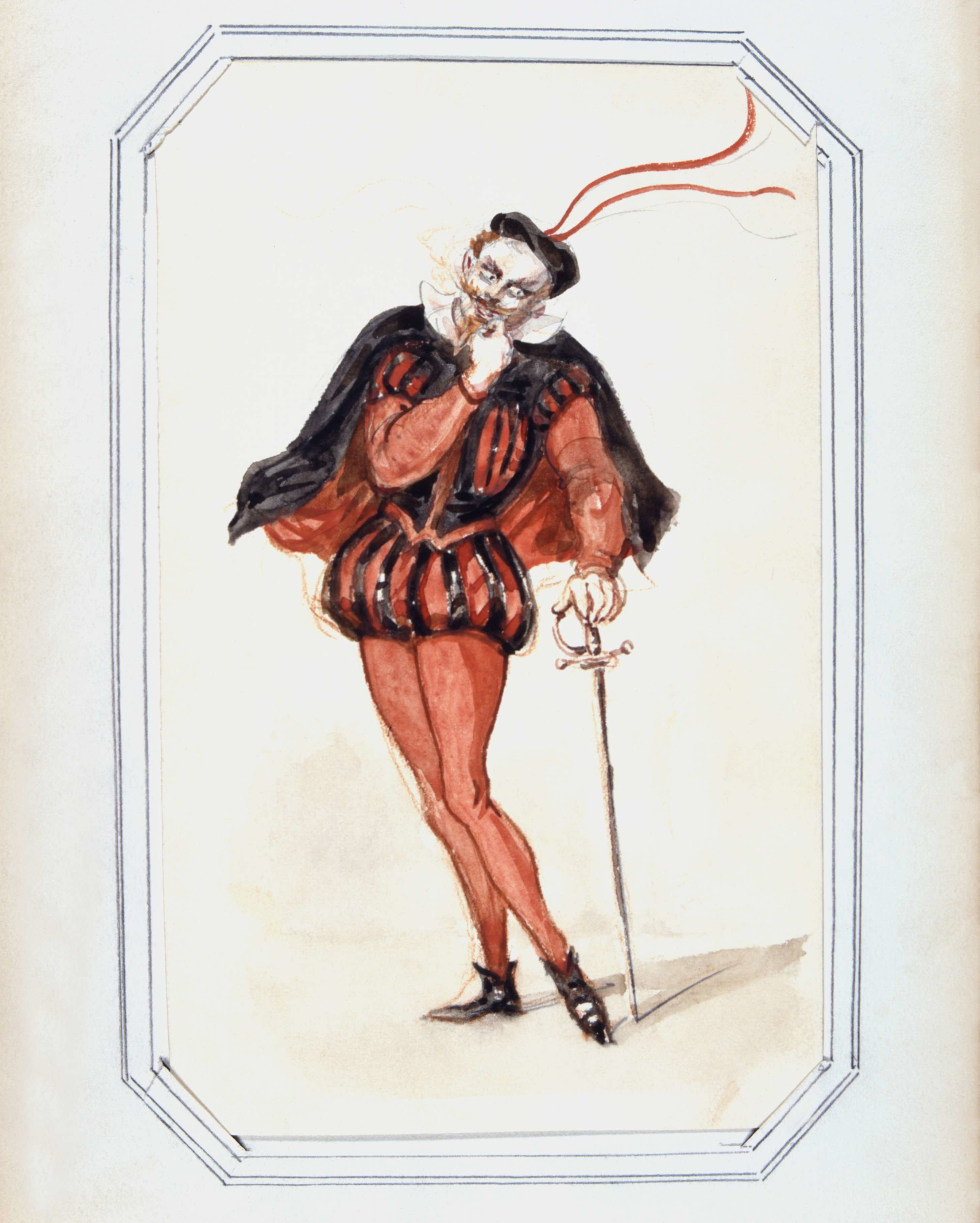
Man i 1500-talsdräkt. Odaterad akvarell av Fritz von Dardel - Nordiska museet - NMA.0037506

Renässansens mode syftar på det mode som utvecklades i Italien under 1400-talet. Begreppet brukar innefatta det europeiska modet fram till omkring 1600. Det sammanfaller inte helt med begreppet renässans inom andra områden.
I Venedig började man under början 1400-talet att influeras av Orientens mode. Under 1400-talet växte det nya modet fram i stora delar av Italien. Man gav här en bredare linje åt dräkterna som i högre grad skars efter kroppens form, och kvinnodräkten försågs med djupa urringningar. Ofta försåg man dräkterna med snörningar och lät den underliggande skjortan eller särken synas under ytterplaggen. Man använde gärna lysande färger i kostbara material, men höll gärna en sparsamt dekorerad, måttfullt elegant stil. Den italienska modestilen nådde omkring 1490 Nordeuropa samtidigt med italienska konstinfluenser, även om man inom konstvärlden ännu kallar stilen som där förhärskar gotik.
I Tyskland växer omkring 1510 den tyska modestilen fram. Till skillnad från den italienska är den överdådig och färggrann, starkt breddbetonad och starkt dekorerad med smycken, plymer och liknande. Typiskt för det tyska modet var de slitsar som ytterplaggen försågs med och i vilka man lät underliggande foder synas.
Omkring 1550 börjar det spanska modet att ta överhanden vid de europeiska hoven. Det spanska modet var mer sparsmakat med stoppade, vadderade och styvade kläder och styvstärkta pipkragar. Mörka färger utgjorde en kontrasterande bakgrund mot vilken smycken och ädelstenar i dräkten kontrasterades.
I kvinnodräkten blev med inflytande från det italienska modet axelslagen bortlagda, blev djupt och brett urringad och snördes fram. Senare på 1530-talet blev livet slätt och styvt med smala axelpartier. Kjolen var först starkt rynkad, men började på 1530-talet skäras i kockform och gjordes öppen fram över en underklänning i annat tyg. På 1550-70-talen brukade överklänningen hänga fritt från axlarna, så att hela gestalten fick formen av en klocka. Under samma tid fick axelpuffarna klotform. Omkring 1580 fick ärmen för en tid fårbogs- eller så kallad "gigot"-form, men senare på nytt slätare. Kjolen blev 1580-talet tätt rynkad, och försågs med en vertugall. Runt 1550 börjar kvinnodräkten göras i två delar med åtskilt liv och kjol. Mot slutet av 1500-talet blev dräkten starkt överlastad av smycken och rosetter. Förkläde tillhörde ofta även modeklädedräkten under 1500-talet.
Tröjan var under början av 1500-talet knälång, slät upptill med ett skört nedtill under bältet. På 1550-talet blev den en ärmlös väst eller rock utanpå en snäv undertröja med ärmar. Halsöppningen som fram till omkring 1480 varit hög i halsen var under början av 1500-talet fyrkantig och vid, skjortan drogs ihop till med band i överkanten. Från omkring 1525 börjar den sticka upp mer och får en bred broderad linning. Omkring 1550 börjar tröjan slutas i halsen och den krusade kragen, sticker upp ovanför. På 1570-talet övergår den till en först på 1570-talet öppen och sedan hela vägen sluten pipkrage, som på 1580-talet blivit så stor att huvudet vilar på den som en tallrik.
Skorna fick på 1490-talet en ny, bredare form efter 1400-talets smala snabelskor, formade som en anknäbb. Omkring 1510 kom oxmuleskor på modet, ännu bredare i formen, och lågt skurna så att ovanlädret endast täckte tårna och skon hölls fast av en rem över vristen. Från omkring 1540 täckte ovanlädret på nytt foten, och omkring 1560 blev skon åter något spetsig.
De stickade strumporna blev på modet i Frankrike och Spanien omkring 1550. De dyker upp i Nordeuropa omkring 1560 i de översta samhällskikten.
Efter avancerade huvudbonader under 1400-talet blev huvudbonaden under 1500-talet åter enklare, och enkla huvor blev moderna, den så kallade Lutherbaretten var vanlig i Nordeuropa omkring 1515-30 och den platta baretten höll i sin i modet fram till 1550-talet. På 1560-talet blev dock högre baretter på modet och de fick snar konkurrens av den höga hatten, till en början ofta i omvänd korgform eller sockertoppsform. Som material blev kastorshatten snart populär.
Mot slutet av 1500-talet fick det engelska och franska modet alltmer inflytande vid hoven, färgskalan blev ljusare, kroppsformerna accentuerades på ett sätt som förebådade barockens intåg.

## Exempel

### Jane Seymour

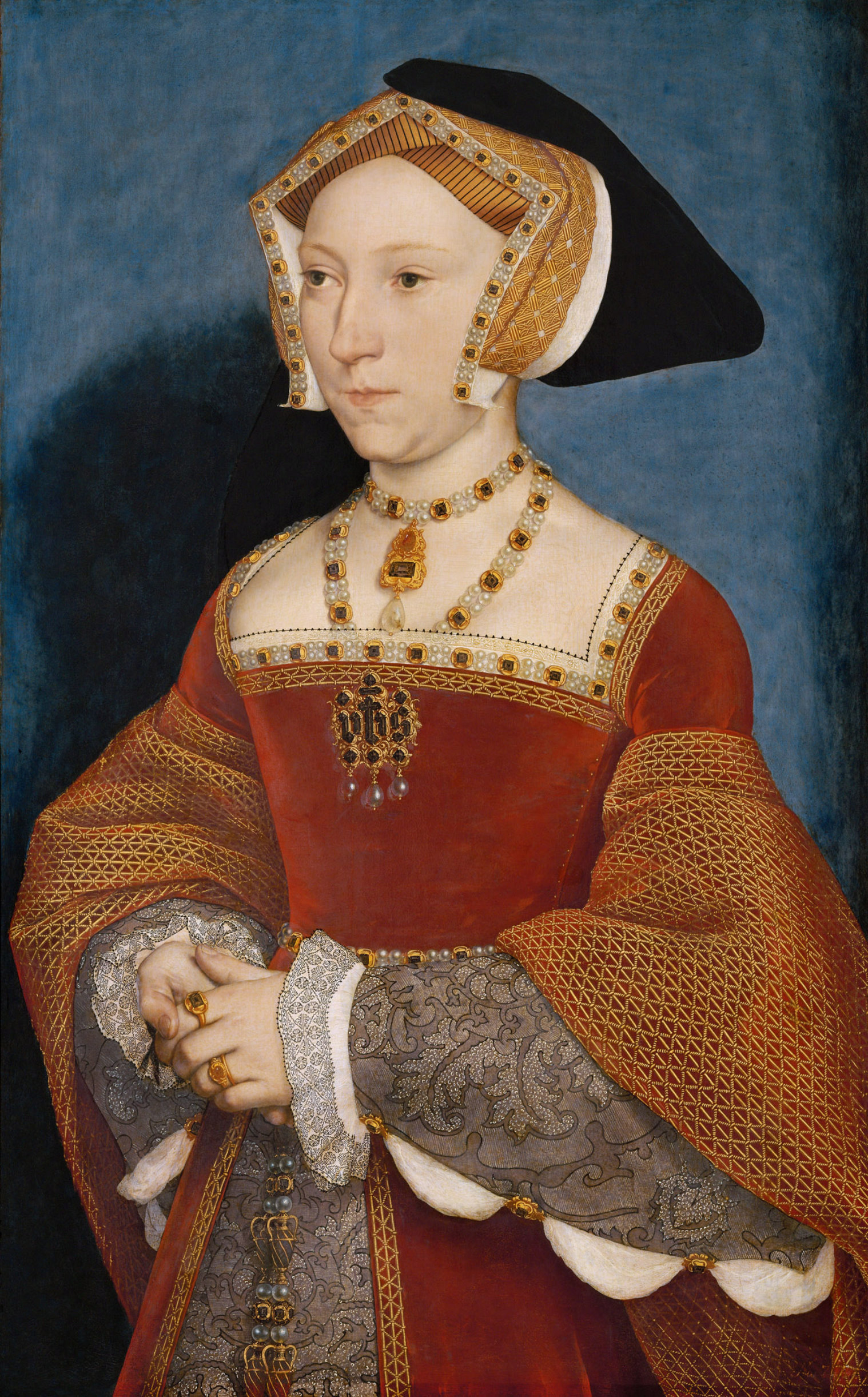
Jane Seymour, Henrik VIII:s tredje hustru.

På Hans Holbein d.y.:s porträtt av Henrik VIII:s tredje hustru Jane Seymour ser man att hennes klädsel har inspirerats av det spanska och franska modet. Det spanska i klädseln är hennes huvudbonad, spansk hätta. Hättans ram är gjord av trä och det svarta man ser är ett skynke som ska dölja håret. Detta visar på dygdighet. Klänningen var av det franska modet, det ser man på den fyrkantiga urringningen. Det röda visar att man tillhör kungahuset eller adeln. Hon har flera lager tyg för att visa att hon är rik och har råd, även smycken är ett tecken på rikedom. Den största skillnaden mellan det spanska och franska modet är att det spanska är mer täckande, medan mer hud visas i det franska. Den främsta kvinnodräkten var gamurran/cottan. Det är en underklänning med långa armar och rundskuren kjol som öppnade sig över den ofta dyrbara underkjolen framtill. Över den har man en överklänning som kallades cioppan, den var oftast mycket dekorerad och ljusa färger. Detta mode var mycket färgstarkt.

### Henrik VIII

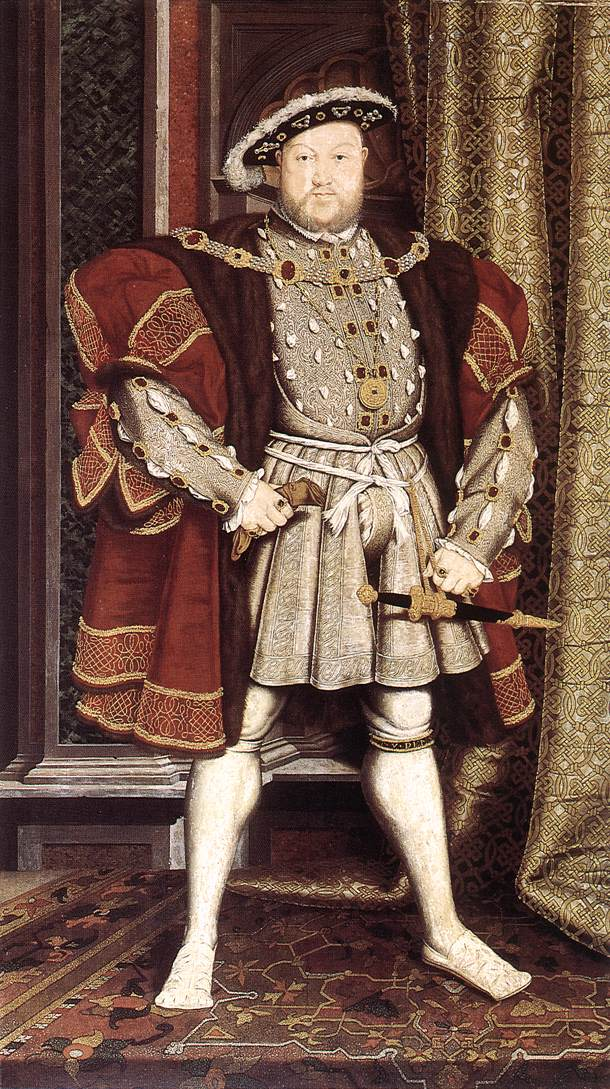
Henrik VIII

På Holbeins porträtt av Henrik VIII bär även han röda tyger för att visa sin kunglighet. Han visar stolt upp sina ben som ansågs vara mycket vackert på denna tid. Denna bild är dock idealiserad av konstnären för att visa honom mer ståtlig än vad han egentligen var, det kan man dels se på hans otroligt breda axlar och snygga ben. Zimarran var den viktigaste kännemärket för det manliga renässansdräkten, det var en överrock med växlande längder och hade ofta en pälskant vid ärmarna.
Plagget skulle få bäraren att se betydelsefull ut. Efter reformationen ändrades modet till att bli mer inriktat på att framhäva egenskaper som dygd, moral och anständighet. Det var under denna tid det var modernt med de karakteristiska, uppslitsade ärmar senare tider ofta associerar med perioden; den övre ärmen var uppslitsad, och skjortans tyg tilläts pösa ut genom hålen. Puffärmar och puffbyxor var moderna för män.

### Anne Boleyn

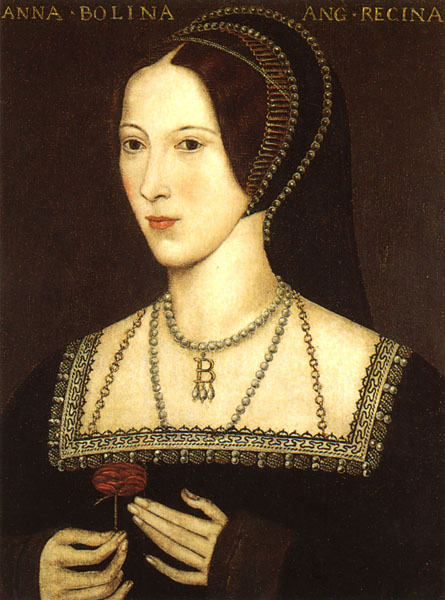
Anne Boleyn, Henrik VIII:s andra hustru

Anne Boleyn, Henrik VIII:s andra hustru, var dotter till en diplomat och hade uppfostrats bland annat vid det franska hovet, och följde därför det franska modet starkt. Det ser man främst på den fyrkantiga urringningen som var vanlig i Frankrike. Där visade man gärna mycket hud. Något annat typiskt för franskt mode var att man visade håret på främre delen av hjässan och prydde huvudet med ett diadem. På diademet sitter en slöja som täcker det hängande håret. Detta gjorde man delvis för att visa sin dygdighet.
Stilen på hennes halsband var vanligt på den tiden och det var också vanligt att man skaffade smycken med initialer. B:et står för hennes släkt, Boleyn.

### Elisabet I

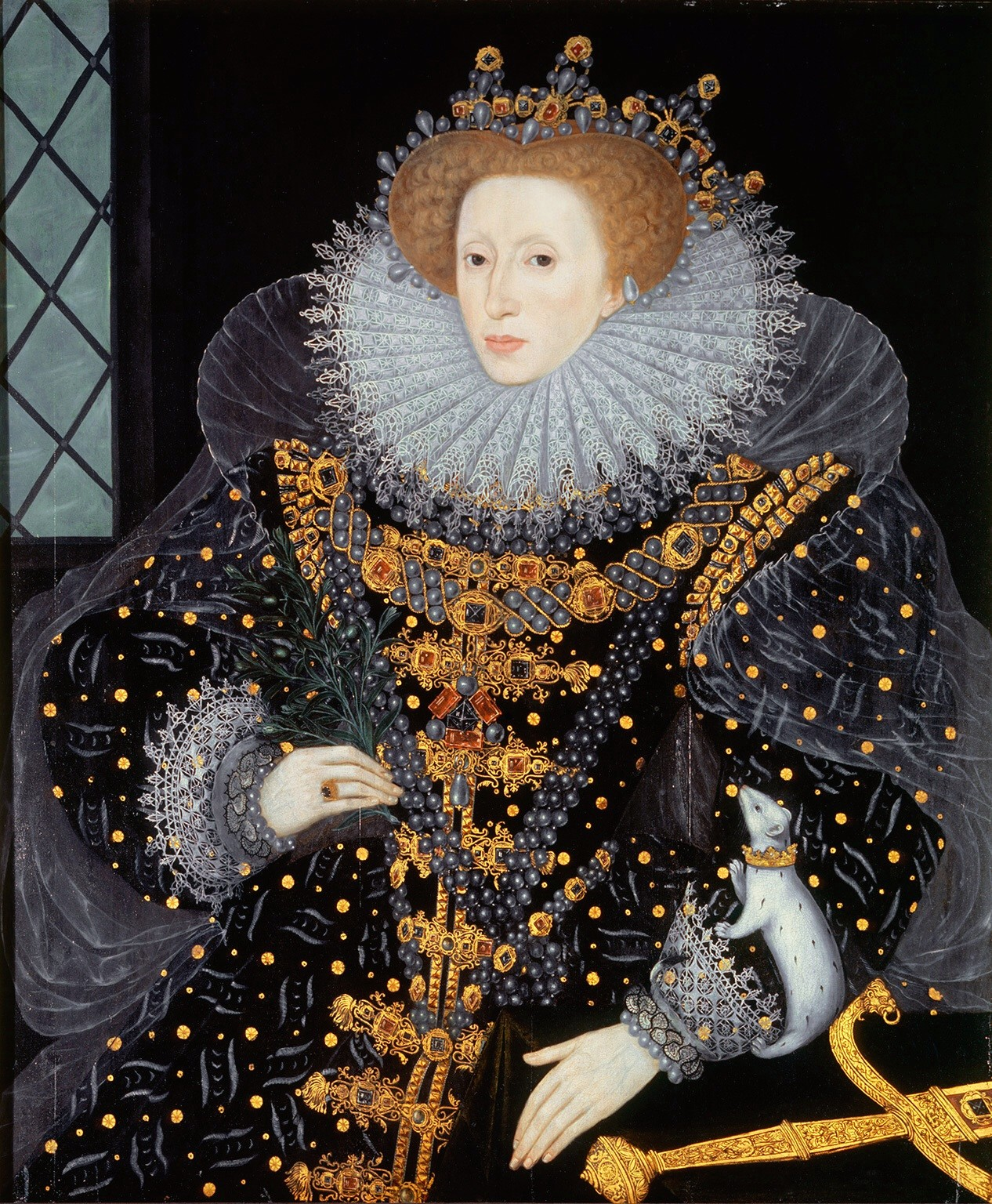
Elisabet I

Porträttet av Elisabet I visar det spanska modet där hon döljer så mycket som möjligt, med hjälp av den runda, styva kragen, för att visa sin dygdighet. Hennes klänning är täckt av vackra guldbroderier och dyrbara juveler, vilket gjorde att denna klänning var väldigt tung att bära. För att ytterligare framhäva hennes rikedom har hon även många lager tyg. Hennes hår pryddes av inflätade pärlor.
Anledningen till att hon inte har rött på sig är att drottningar inte ska behöva visa att de är kungliga, folk ska redan veta detta. Under Elisabets klänning, runt midjan, sitter det en konstruktion (farthingale) för att klänningens underdel ska få mer volym. Det ansågs vara mycket vackert. Hon har också den trekantiga träplattan för att få en platt överdel. Elisabeth var väldigt stolt över sina händer och långa, smala fingrar. På alla hennes målningar framhäver hon sina händer för att visa hur vackra de var. Även det spanska modet, som nådde sin höjdpunkt under Filip II av Spanien, kom under renässansen. Detta stränga mode bestod av styva, obekväma kläder och kvarnstenskrage alternativt spetsprydd pipkrage. I detta mode liknade mannens och kvinnans kläder varann på överkroppen, men skilde sig under midjan. Midjan var hårt åtsnörd och ärmarna var långa och hårt stoppade för både mannen och kvinnan. Under midjan tillkom för kvinnans del vida skört över den första, trumformade krinolinen, vertugallen, och för mannens del hårt stoppade och stela knäbyxor. Det var också vackert med kläder av broderat tyg med ärmarna i ett annorlunda material samt spetsmanschetter. Mannen kunde ha både kortklippt och axellångt hår. Och nu för första gången syntes kvinnans hår helt och hållet under endast en liten hätta som nästan bara var en hårprydnad. Håret skulle vara högt uppsatt, och peruker var vanliga i detta mode, kvinnorna flätade också ofta in pärlor i frisyren. Mestadels hade man obetäckt huvud och det blev modernt med hög panna. Färgerna var ofta mörka, förutom vid det engelska hovet.

## Ideal

Porträtt på svensk grevinnan Amalia von Hatzfeldt, 1596.

Ett av de största idealen under renässansen var att man skulle ha rödlätt hår och hyn skulle vara ljus för att visa att man inte behövde arbeta eller vistas utomhus. Kvinnan bar styvade liv som under tidig renässans bestod av grovt linne täckt av dyrbara modetyger. Under senare delen av renässansen byts dessa ut mot separata snörliv styvade med valben eller valben instoppat i det befintliga livet. Detta för att åstadkomma den konlika figuren som eftersträvades under perioden. Även vackra, magnifika händer och smala fingrar var modernt.